# Castilleja de Guzmán
Castilleja de Guzmán és una localitat de la província de Sevilla, Andalusia, Espanya. L'any 2005 tenia 2.409 habitants. La seva extensió superficial és de 2 km² i té una densitat de 1.204,5 hab/km². Les seves coordenades geogràfiques són 37° 24′ N, 6° 03′ O. Està situada a una altitud de 131 metres i a 7 kilòmetres de la capital de la província, Sevilla.

## Demografia
| 1996 | 1998 | 1999  | 2000  | 2001  | 2002  | 2003  | 2004  | 2005  |
| ---- | ---- | ----- | ----- | ----- | ----- | ----- | ----- | ----- |
| 692  | 829  | 1.195 | 1.447 | 1.694 | 1.865 | 2.145 | 2.272 | 2.409 |